# Elisabeth Schwarzkopf

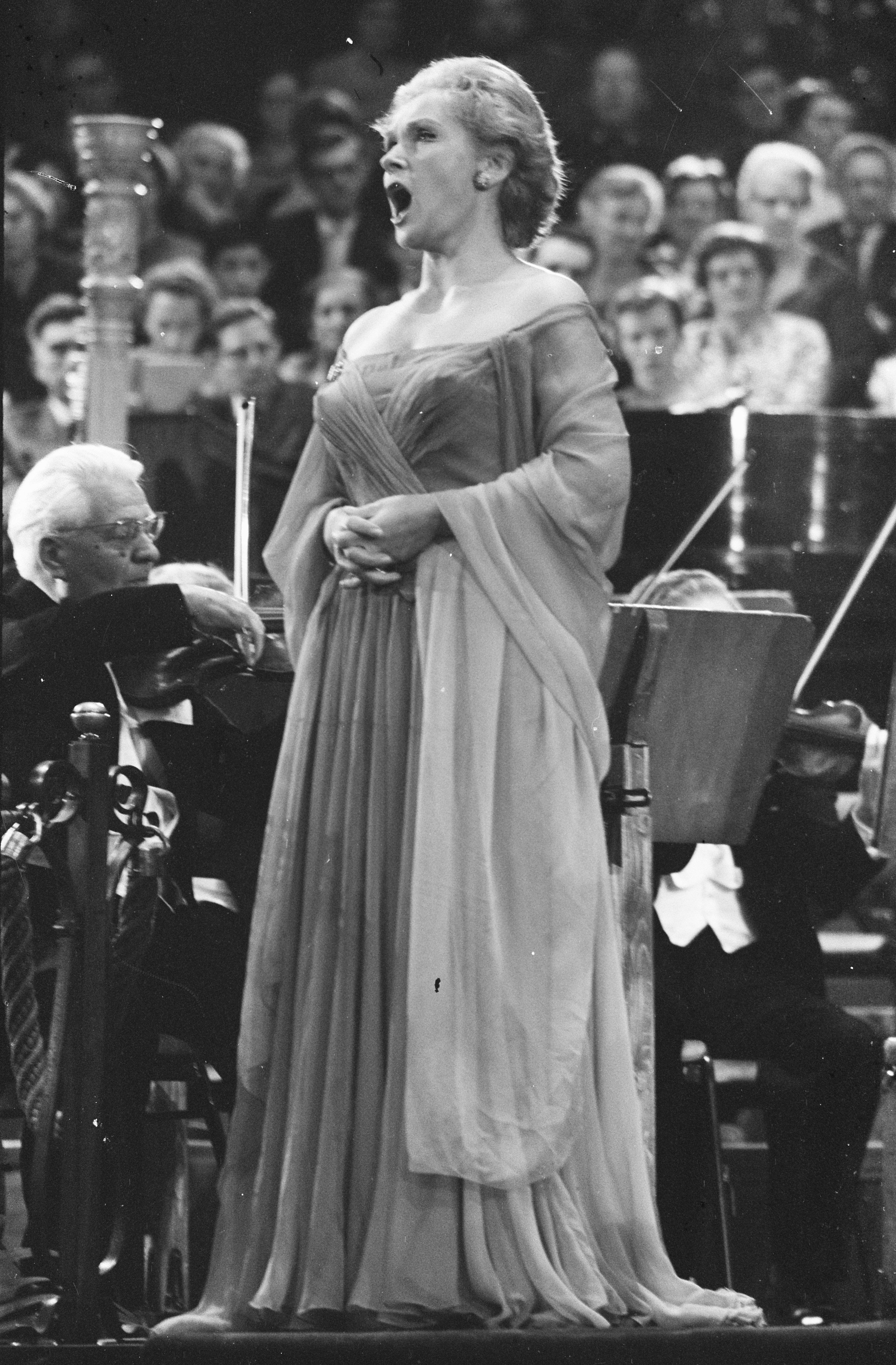
Schwarzkopf (Amsterdam, 1961)

Elisabeth Schwarzkopf (Jarotschin, 9 de dezembro de 1915 — Schruns, 3 de agosto de 2006) foi uma cantora de ópera alemã, uma das principais sopranos, do período pós-Segunda Guerra Mundial, alvo de grande admiração pelas suas interpretações de Mozart, Schubert, Strauss e Wolf.

## Biografia
Olga Maria Elisabeth Friederike Schwarzkopf nasceu em Jarotsching, na província de Posen, na Prússia (atual Polônia), filha de Friedrich Schwarzkopf e de sua esposa Elisabeth née Fröhling. Schwarzkopf mostrou um interesse em música desde cedo. Sua primeira aparição em uma ópera foi em 1928, como Eurydice na produção escolar de Orfeo ed Euridice em 1928, em Magdeburg, Alemanha. Em 1937, Schwarzkopf começou seus estudos musicais na Berlink Hochschule für Musik, mas com a sugestão do barítono Karl Schmitt-Walter, ela trocou de professores e começou a trabalhar com a aclamada soprano coloratura Maria Ivogün e com seu marido, o pianista Michael Raucheisen. Ivogün comentou sobre sua nova aluna: "Notável, minha criança!".

## Carreira

### Início
Em 1933, logo após os nazistas tomarem o poder, o pai de Elisabeth Schwarzkopf, o diretor de uma escola local, foi demitido de seu cargo pelas novas autoridades nazistas. Ele também foi banido de qualquer outro posto de professor. Antes da demissão de seu pai, Schwarzkopf havia passado para ingressar num curso de medicina, com apenas 17 anos de idade; mas com a demissão, ela não foi aceita na universidade e começou, posteriormente, seus estudos na Universidade de Artes de Berlim (em alemão, Berlin Hochschule für Musik). Schwarzkopf fez sua estreia profissional na Ópera Alemã de Berlim (então chamada de Deutsches Opernhaus) em 15 de abril de 1938, no segundo ato da ópera Parsifal de Richard Wagner. Em 1940 Schwarzkopf foi premiada com um contrato com a casa, com a condição de que ela ingressasse no Partido Nazi (uma decisão que levou ao boicote de seus espetáculos nos Estados Unidos por vários anos).

### Carreira pós-guerra
Em 1945, Schwarzkopf tornou-se uma cidadã austríaca para poder cantar na Ópera Estatal de Viena (em alemão: Wiener Staatsoper). Em 1947 e 1948 ela fez uma turnê com a casa no Royal Opera House, Covent Garden em Londres, em 16 de setembro de 1947 como Dona Elvira na ópera Don Giovanni de Wolfgang Amadeus Mozart e no Teatro alla Scala no dia 28 de dezembro de 1948, como a Condessa em Le nozze di Figaro, que tornou-se seu principal papel.
Schwarzkopf fez sua estreia oficial no Royal Opera House em 16 de janeiro de 1948, como Pamina em Die Zauberflöte de Mozart, uma performance cantada em inglês e no La Scala em 19 de junho de 1950 cantando a Missa Solemnis de Ludwig van Beethoven. A associação da soprano com a casa de ópera milanesa começou na década de 1950, dando a ela a oportunidade de cantar diversas vezes na casa, com diversos papéis diferentes, como Mélisande em Pelléas et Mélisande (Claude Debussy), Jole em Eracle (Georg Friedrich Händel), Marguerite em Faust (Charles Gounod), Elsa em Lohengrin (Richard Wagner), entre tanta outras personagens. Em 11 de setembro de 1951, ela apareceu na casa como Anne Trulove na première mundial da ópera The Rake's Progress de Igor Stravinsky. Schwarzkopf fez sua estreia nos Estados Unidos em 20 de setembro de 1955 com a Ópera de São Francisco como Marschallin, e sua estreia no Metropolitan Opera House ocorreu dia 19 de dezembro de 1964, também como Marschallin.
Em março de 1946, Schwarzkopf foi convidada para uma audição por Walter Legge, um influente produtor de uma gravadora britânica e fundador da Orquestra Philharmonia. Legge a convidou para cantar o lied Wer rief dich denn? de Hugo Wolf e impressionado, ela assinou um contrato exclusivo com a EMI. Eles então começaram uma parceria e Legge consequentemente tornou-se empresário e companheiro de Schwarzkopf. Eles se casaram dia 19 de outubro de 1953 em Epsom, Surrey. Schwarzkopf adquiriu cidadania britânica graças ao seu casamento. Na década de 1960, Schwarzkopf concentrou-se em cinco exclusivas personagens: Donna Elvira, Condessa Almaviva, Fiordiligi, Condessa Madeleine e Marschallin. Ela também foi bem recebida como Alice Ford em Falstaff do italiano Giuseppe Verdi. 
A última performance operística de Schwarzkopf foi como Marschallin dia 31 de dezembro de 1971, no teatro La Monnaie em Bruxelas. Nos próximos sete anos, ela devotou-se aos recitais de Lied. No dia 17 de março de 1979, Walter Legge sofreu um grave ataque do coração. Ele não atendeu ao pedido do médico para que descansasse, e foi ao último recital de Schwarzkopf, dois dias depois em Zurique. Três dias depois ele morreu.
Após a aposentadoria, Schwarzkopf lecionou em todo o mundo, notavelmente na Escola Juilliard em Nova Iorque. Após passar alguns anos na Suíça, ela fez do país sua residência. Ela foi feita Doutora em Música pela Universidade de Cambridge em 1976 e tornou-se Dama Comendadora da Ordem do Império Britânico em 1992.
Schwarzkopf morreu dormindo durante a noite de 2-3 de agosto de 2006 em sua casa em Schruns, Vorarlberg, Áustria, aos 90 anos. Imediatamente seguida pela sua morte, uma lenda urbana apareceu: que ela era tia do general do exército americano Norman Schwarzkopf. Esse mito foi publicado em diversos obituários. Entretanto, ela era filha única e nunca teve sobrinhos.

## Prémios
- 1950: Lilli Lehmann Medal, Mozarteum International Foundation, Salzburg
- 1959: 1. "Orfeo d’Oro", Mantua (?)
- 1969: Orphée d’or recording award from the Académie du disque lyrique in Paris
- 1961: Edison Award, Amsterdam
- 1961: Awarded the title Deutsche Kammersängerin
- 1964: Honorary member of the Royal Swedish Academy of Music
- 1967: Stockholm television award for best European soprano Stockholmer
- 1971: Hugo-Wolf Medal
- 1974: Great Federal Cross of Merit
- 1982: Mozart Medal of the city of Frankfurt am Main
- 1983: Honorary member of the Vienna State Opera and title of Kammersängerin
- 1986: Commandeur de l’Ordre des Arts et des Lettres
- 1991: UNESCO Mozart Medal
- 1992: Dame Commander of the Order of the British Empire for services to music
- 2002: Honorary medal from the city of Viena

## Gravações
Humperdinck
- Hänsel und Gretel (opera) (Karajan) (1953) Naxos 8.110897-98

Lehár
- Das Land des Lächelns (Ackermann) (1953) and excerpts from Lehar Operettas Naxos 8.111016-17
- Die lustige Witwe (Kunz, Gedda) (1953) Naxos 8.111007

Mozart
- Don Giovanni (Carlo Maria Giulini, Orquestra Philharmonia) (EMI 1959)
- Le nozze di Figaro (Carlo Maria Giulini, Orquestra Philharmonia) (EMI 1959)
- Così fan tutte (Otto, Karajan) (1954) Naxos 8.111232-34

Strauss II, Johann
- Die Fledermaus (Gedda, Karajan) (1955) Naxos 8.111036-37

Strauss, Richard
- Four Last Songs / Arabella (highlights) (Ackermann, Matacic) (1953, 1954) Naxos 8.111145
- Ariadne auf Naxos (Streich, Karajan) (1954) Naxos 8.111033-34

Verdi
- Messa da Requiem (Di Stefano, De Sabata) (1954) Naxos 8.111049-50

Wagner, Richard
- Die Meistersinger von Nürnberg (Karajan) (1951) Naxos 8.110872-75